# Sakae Kishi
Sakae Kishi (岸昌, Kishi Sakae) va ser un polític i buròcrata japonés que va exercir el càrrec de governador d'Osaka des de 1979 a 1991.

## Inicis
Sakae Kishi va nàixer a la prefectura d'Osaka el 22 de gener de 1922. L'any 1943 es va graduar a la facultat de dret de la Universitat Imperial de Tòquio, entrant a treballar en setembre del mateix al departament de comptabilitat de la Marina Imperial Japonesa. Temps després, el 1944 treballaria també al ministeri de l'interior. El 1968, ja després de la guerra, Kishi és nomenat cap de l'oficina del govern japonés a la prefectura d'Okinawa, encara sota ocupació nord-americana. A l'any 1971 torna a la seua prefectura natal, Osaka, on es designat com a vicegovernador pel llavors governador Ryōichi Kuroda. De cara a les eleccions a governador de 1979, Kishi fou proposat de manera independent pel Partit Liberal Democràtic, el qual buscava un candidat sense una imatge ideològica i amb un passat buròcrata i lleial al govern.

## Governador d'Osaka (1979-1991)
Sakae Kishi va guanyar les eleccions a governador d'Osaka de 1979 per un estret marge de vots, només 120.000 front al aleshores governador, el comunista Ryōichi Kuroda. Durant el mandat de Kishi, Osaka va començar a patir un declivi econòmic i demogràfic degut a la fugida d'empreses locals cap a Tòquio atretes per l'efecte capital i a una sèrie de lleis que penalitzaven la indústria a la regió de Kansai en benefici de la regió de Chubu. Algunes veus locals van ser crítiques amb Kishi per no tindre prou valentia per a enfrontar-se al govern central. També durant el mandat de Kishi es van produir algunes inversions i projectes públics, com la fundació de TV Osaka el 1981, única televisió exclusiva de la prefectura i participada en part pel govern prefectural i el municipi d'Osaka, o l'inici del projecte per a l'Aeroport Internacional de Kansai. El 1991, després de dotze anys de mandat, Sakae Kishi es retira, nomenant com a successor seu a les eleccions d'aquell any al fins aleshores vicegovernador Kazuo Nakagawa, qui esdevindrá governador.
El 21 de gener de 2011 Sakae Kishi mor a l'hospital d'Ibaraki amb 88 anys a causa d'una insuficiència cardíaca crònica.

## Condecoracions
- Orde del Tresor Sagrat de primera classe (1992).
- Membre de la cort de tercera classe. (a títol pòstum)
- Medalla d'honor de la república de Corea.